# Evansville (Wisconsin)
Pour les articles homonymes, voir Evansville.
Evansville est une ville américaine située dans le comté de Rock, au Wisconsin. Selon le recensement de 2010, sa population est de 5 012 habitants.

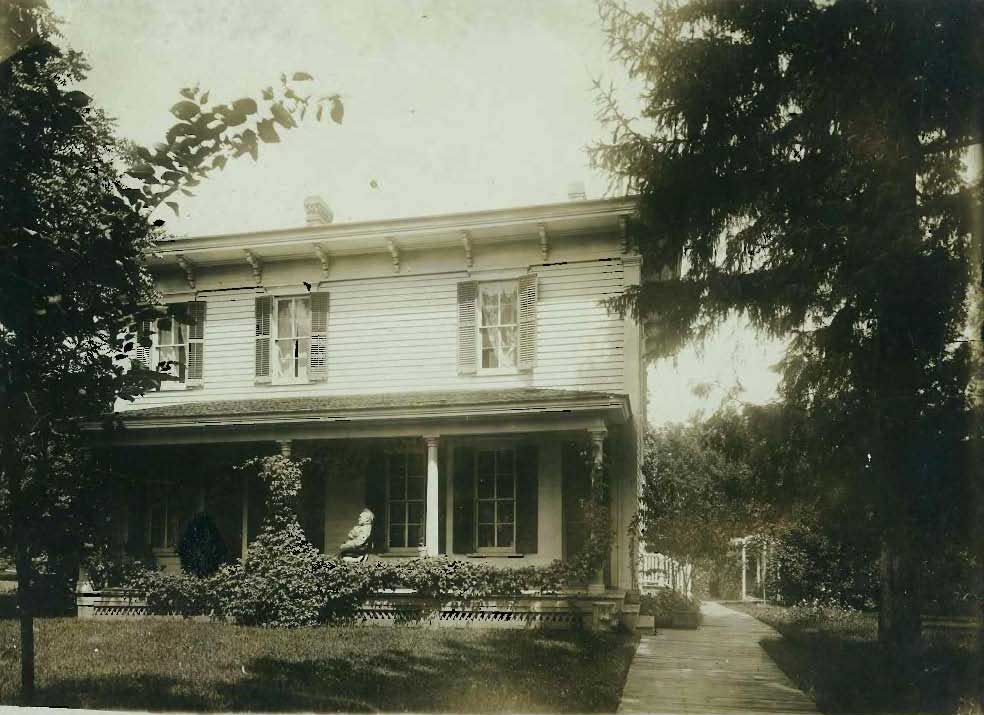